# شهرستان بوعبیده
ناحیهٔ بوعبیده، یا ناحیهٔ بوویده (به ازبکی: Buvayda District) یک ناحیه در ازبکستان است که در ولایت فرغانه واقع شده‌است. ناحیه بوعبیده ۲۸۰ کیلومتر مربع مساحت و ۱۷۳٬۶۰۰ نفر جمعیت دارد.